# BWF World Tour Finals 2024
Die BWF World Tour Finals 2024 waren das abschließende Turnier der BWF World Tour 2024 im Badminton. Es fand vom 11. bis zum 15. Dezember 2024 in Hangzhou statt.

## Sieger und Platzierte
| Veranstaltung | Gold                                | Silber                       | Bronze                                              |
| ------------- | ----------------------------------- | ---------------------------- | --------------------------------------------------- |
| Herreneinzel  | Shi Yuqi                            | Anders Antonsen              | Chou Tien-chen                                      |
| Herreneinzel  | Shi Yuqi                            | Anders Antonsen              | Jonatan Christie                                    |
| Dameneinzel   | Wang Zhiyi                          | Han Yue                      | An Se-young                                         |
| Dameneinzel   | Wang Zhiyi                          | Han Yue                      | Aya Ohori                                           |
| Herrendoppel  | Kim Astrup Anders Skaarup Rasmussen | Goh Sze Fei Nur Izzuddin     | Fajar Alfian Muhammad Rian Ardianto                 |
| Herrendoppel  | Kim Astrup Anders Skaarup Rasmussen | Goh Sze Fei Nur Izzuddin     | Sabar Karyaman Gutama Mohamed Reza Pahlevi Isfahani |
| Damendoppel   | Baek Ha-na Lee So-hee               | Nami Matsuyama Chiharu Shida | Chen Qingchen Jia Yifan                             |
| Damendoppel   | Baek Ha-na Lee So-hee               | Nami Matsuyama Chiharu Shida | Liu Shengshu Tan Ning                               |
| Mixed         | Zheng Siwei Huang Yaqiong           | Chen Tang Jie Toh Ee Wei     | Goh Soon Huat Shevon Jemie Lai                      |
| Mixed         | Zheng Siwei Huang Yaqiong           | Chen Tang Jie Toh Ee Wei     | Jiang Zhenbang Wei Yaxin                            |

## Herreneinzel

### Setzliste
1. Anders Antonsen (Finale)
2. Shi Yuqi (Champion)
3. Chou Tien-chen (Halbfinale)
4. Kodai Naraoka (Gruppenphase)

### Gruppe A
| Rank | Spielers        | Pld | W | L | GF | GA | GD | PF  | PA  | PD | Pts | Qualifikation |
| ---- | --------------- | --- | - | - | -- | -- | -- | --- | --- | -- | --- | ------------- |
| 1    | Anders Antonsen | 2   | 1 | 1 | 3  | 2  | +1 | 96  | 91  | +5 | 1   | Q             |
| 2    | Chou Tien-chen  | 2   | 1 | 1 | 3  | 3  | 0  | 106 | 114 | −8 | 1   | Q             |
| 3    | Li Shifeng      | 2   | 1 | 1 | 2  | 3  | −1 | 90  | 93  | −3 | 1   | ausgeschieden |
| 4    | Lee Zii Jia (Z) | –   | – | – | –  | –  | –  | –   | –   | –  | –   | (Z)           |

(Z) zurückgezogen nach drei Spielen
| Datum        | Spieler 1       | Endstand         | Spieler 2      | 1. Satz | 2. Satz | 3. Satz |
| ------------ | --------------- | ---------------- | -------------- | ------- | ------- | ------- |
| 11. Dezember | Chou Tien-chen  | 0–2 (annulliert) | Lee Zii Jia    | 13–21   | 15–21   |         |
| 11. Dezember | Anders Antonsen | 2–0              | Li Shifeng     | 21–14   | 21–19   |         |
| 12. Dezember | Chou Tien-chen  | 1–2              | Li Shifeng     | 21–18   | 14–21   | 13–21   |
| 12. Dezember | Anders Antonsen | 0–2 (annulliert) | Lee Zii Jia    | 14–21   | 19–21   |         |
| 13. Dezember | Lee Zii Jia     | 1–1 (annulliert) | Li Shifeng     | 22–20   | 15r−11  |         |
| 13. Dezember | Anders Antonsen | 1–2              | Chou Tien-chen | 21–16   | 18–21   | 15–21   |

### Gruppe B
| Rank | Spielers           | Pld | W | L | GF | GA | GD | PF  | PA  | PD  | Pts | Qualifikation |
| ---- | ------------------ | --- | - | - | -- | -- | -- | --- | --- | --- | --- | ------------- |
| 1    | Shi Yuqi           | 3   | 2 | 1 | 4  | 4  | 0  | 150 | 150 | 0   | 2   | Q             |
| 2    | Jonatan Christie   | 3   | 2 | 1 | 5  | 2  | +3 | 129 | 109 | +20 | 2   | Q             |
| 3    | Kunlavut Vitidsarn | 3   | 1 | 2 | 3  | 4  | −1 | 135 | 142 | −7  | 1   | ausgeschieden |
| 4    | Kodai Naraoka      | 3   | 1 | 2 | 2  | 4  | −2 | 105 | 118 | −13 | 1   | ausgeschieden |

| Datum        | Spieler 1          | Endstand | Spieler 2          | 1. Satz | 2. Satz | 3. Satz |
| ------------ | ------------------ | -------- | ------------------ | ------- | ------- | ------- |
| 11. Dezember | Shi Yuqi           | 2–1      | Jonatan Christie   | 21–16   | 17–21   | 21–8    |
| 11. Dezember | Kodai Naraoka      | 0–2      | Kunlavut Vitidsarn | 22–24   | 18–21   |         |
| 12. Dezember | Shi Yuqi           | 2–1      | Kunlavut Vitidsarn | 14–21   | 21–19   | 25–23   |
| 12. Dezember | Kodai Naraoka      | 0–2      | Jonatan Christie   | 12–21   | 11–21   |         |
| 13. Dezember | Shi Yuqi           | 0–2      | Kodai Naraoka      | 14–21   | 17–21   |         |
| 13. Dezember | Kunlavut Vitidsarn | 0–2      | Jonatan Christie   | 15–21   | 12–21   |         |

### Endrunde
|  | Halbfinale | Halbfinale       | Halbfinale | Halbfinale | Halbfinale |  |  | Finale | Finale          | Finale | Finale | Finale |
|  |            |                  |            |            |            |  |  |        |                 |        |        |        |
|  |            |                  |            |            |            |  |  |        |                 |        |        |        |
|  | A1         | Anders Antonsen  | 21         | 15         |            |  |  |        |                 |        |        |        |
|  | B2         | Jonatan Christie | 6          | 21         |            |  |  |        |                 |        |        |        |
|  |            |                  |            |            |            |  |  | A1     | Anders Antonsen | 18     | 14     |        |
|  |            |                  |            |            |            |  |  | B1     | Shi Yuqi        | 21     | 21     |        |
|  | A2         | Chou Tien-chen   | 14         | 18         |            |  |  |        |                 |        |        |        |
|  | B1         | Shi Yuqi         | 21         | 21         |            |  |  |        |                 |        |        |        |
|  |            |                  |            |            |            |  |  |        |                 |        |        |        |

## Dameneinzel

### Setzliste
1. Wang Zhiyi (Champion)
2. Han Yue (Finale)
3. Gregoria Mariska Tunjung (Gruppenphase)
4. An Se-young (Halbfinale)

### Gruppe A
| Rank | Spielers                 | Pld | W | L | GF | GA | GD | PF  | PA  | PD  | Pts | Qualifikation |
| ---- | ------------------------ | --- | - | - | -- | -- | -- | --- | --- | --- | --- | ------------- |
| 1    | Aya Ohori                | 3   | 3 | 0 | 6  | 1  | +5 | 139 | 118 | +21 | 3   | Q             |
| 2    | Wang Zhiyi               | 3   | 2 | 1 | 5  | 2  | +3 | 141 | 114 | +27 | 2   | Q             |
| 3    | Gregoria Mariska Tunjung | 3   | 1 | 2 | 2  | 5  | −3 | 106 | 126 | −20 | 1   | ausgeschieden |
| 4    | Busanan Ongbumrungpan    | 3   | 0 | 3 | 1  | 5  | −4 | 108 | 136 | −28 | 0   | ausgeschieden |

| Datum        | Spieler 1                | Endstand | Spieler 2                | 1. Satz | 2. Satz | 3. Satz |
| ------------ | ------------------------ | -------- | ------------------------ | ------- | ------- | ------- |
| 11. Dezember | Gregoria Mariska Tunjung | 0–2      | Aya Ohori                | 15–21   | 13–21   |         |
| 11. Dezember | Wang Zhiyi               | 2–0      | Busanan Ongbumrungpan    | 21–19   | 21–14   |         |
| 12. Dezember | Wang Zhiyi               | 1–2      | Aya Ohori                | 17–21   | 21–13   | 19–21   |
| 12. Dezember | Gregoria Mariska Tunjung | 2–1      | Busanan Ongbumrungpan    | 10–21   | 21–10   | 21–11   |
| 13. Dezember | Aya Ohori                | 2–0      | Busanan Ongbumrungpan    | 21–18   | 21–15   |         |
| 13. Dezember | Wang Zhiyi               | 2–0      | Gregoria Mariska Tunjung | 21–8    | 21–16   |         |

### Gruppe B
| Rank | Spielers           | Pld | W | L | GF | GA | GD | PF  | PA  | PD  | Pts | Qualifikation |
| ---- | ------------------ | --- | - | - | -- | -- | -- | --- | --- | --- | --- | ------------- |
| 1    | An Se-young        | 3   | 2 | 1 | 5  | 2  | +3 | 140 | 116 | +24 | 2   | Q             |
| 2    | Han Yue            | 3   | 2 | 1 | 4  | 2  | +2 | 110 | 112 | −2  | 2   | Q             |
| 3    | Akane Yamaguchi    | 3   | 2 | 1 | 4  | 4  | 0  | 155 | 156 | −1  | 2   | ausgeschieden |
| 4    | Supanida Katethong | 3   | 0 | 3 | 1  | 6  | −5 | 122 | 143 | −21 | 0   | ausgeschieden |

| Datum        | Spieler 1          | Endstand | Spieler 2          | 1. Satz | 2. Satz | 3. Satz |
| ------------ | ------------------ | -------- | ------------------ | ------- | ------- | ------- |
| 11. Dezember | An Se-young        | 2–0      | Supanida Katethong | 21–16   | 21–14   |         |
| 11. Dezember | Han Yue            | 2–0      | Akane Yamaguchi    | 21–19   | 21–17   |         |
| 12. Dezember | An Se-young        | 1–2      | Akane Yamaguchi    | 20–22   | 21–17   | 15–21   |
| 12. Dezember | Han Yue            | 2–0      | Supanida Katethong | 21–16   | 21–18   |         |
| 13. Dezember | Han Yue            | 0–2      | An Se-young        | 11–21   | 15–21   |         |
| 13. Dezember | Supanida Katethong | 1–2      | Akane Yamaguchi    | 21–13   | 14–21   | 23–25   |

### Endrunde
|  | Halbfinale | Halbfinale  | Halbfinale | Halbfinale | Halbfinale |  |  | Finale | Finale     | Finale | Finale | Finale |
|  |            |             |            |            |            |  |  |        |            |        |        |        |
|  |            |             |            |            |            |  |  |        |            |        |        |        |
|  | A1         | Aya Ohori   | 17         | 13         |            |  |  |        |            |        |        |        |
|  | B2         | Han Yue     | 21         | 21         |            |  |  |        |            |        |        |        |
|  |            |             |            |            |            |  |  | B2     | Han Yue    | 21     | 19     | 11     |
|  |            |             |            |            |            |  |  | A2     | Wang Zhiyi | 19     | 21     | 21     |
|  | A2         | Wang Zhiyi  | 21         | 21         |            |  |  |        |            |        |        |        |
|  | B1         | An Se-young | 17         | 14         |            |  |  |        |            |        |        |        |
|  |            |             |            |            |            |  |  |        |            |        |        |        |

## Herrendoppel

### Setzliste
1. Kim Astrup / Anders Skaarup Rasmussen
2. He Jiting / Ren Xiangyu (zurückgezogen)
3. Fajar Alfian / Muhammad Rian Ardianto (Halbfinale)
4. Goh Sze Fei / Nur Izzuddin (Finale)

### Gruppe A
| Rank | Spielers                            | Pld | W | L | GF | GA | GD | PF  | PA  | PD  | Pts | Qualifikation |
| ---- | ----------------------------------- | --- | - | - | -- | -- | -- | --- | --- | --- | --- | ------------- |
| 1    | Kim Astrup Anders Skaarup Rasmussen | 3   | 2 | 1 | 4  | 4  | 0  | 142 | 154 | −12 | 2   | Q             |
| 2    | Goh Sze Fei Nur Izzuddin            | 3   | 2 | 1 | 5  | 3  | +2 | 155 | 145 | +10 | 2   | Q             |
| 3    | Lee Yang Wang Chi-lin               | 3   | 1 | 2 | 3  | 5  | −2 | 151 | 155 | −4  | 1   | ausgeschieden |
| 4    | Lee Jhe-huei Yang Po-hsuan          | 3   | 1 | 2 | 4  | 4  | 0  | 150 | 144 | +6  | 1   | ausgeschieden |

| Datum        | Paarung 1                           | Endstand | Paarung 2                  | 1. Satz | 2. Satz | 3. Satz |
| ------------ | ----------------------------------- | -------- | -------------------------- | ------- | ------- | ------- |
| 11. Dezember | Kim Astrup Anders Skaarup Rasmussen | 2–1      | Goh Sze Fei Nur Izzuddin   | 21–18   | 16–21   | 21–14   |
| 11. Dezember | Lee Jhe-huei Yang Po-hsuan          | 1–2      | Lee Yang Wang Chi-lin      | 21–16   | 16–21   | 18–21   |
| 12. Dezember | Goh Sze Fei Nur Izzuddin            | 2–1      | Lee Jhe-huei Yang Po-hsuan | 15–21   | 21–19   | 21–13   |
| 12. Dezember | Kim Astrup Anders Skaarup Rasmussen | 2–1      | Lee Yang Wang Chi-lin      | 13–21   | 21–19   | 21–19   |
| 13. Dezember | Goh Sze Fei Nur Izzuddin            | 2–0      | Lee Yang Wang Chi-lin      | 24–22   | 21–12   |         |
| 13. Dezember | Kim Astrup Anders Skaarup Rasmussen | 0–2      | Lee Jhe-huei Yang Po-hsuan | 10–21   | 19–21   |         |

### Gruppe B
| Rank | Spielers                                            | Pld | W | L | GF | GA | GD | PF | PA  | PD | Pts | Qualifikation |
| ---- | --------------------------------------------------- | --- | - | - | -- | -- | -- | -- | --- | -- | --- | ------------- |
| 1    | Fajar Alfian Muhammad Rian Ardianto                 | 2   | 1 | 1 | 3  | 2  | +1 | 99 | 105 | −6 | 1   | Q             |
| 2    | Sabar Karyaman Gutama Mohamed Reza Pahlevi Isfahani | 2   | 1 | 1 | 2  | 2  | 0  | 86 | 81  | +5 | 1   | Q             |
| 3    | Aaron Chia Soh Wooi Yik                             | 2   | 1 | 1 | 2  | 3  | −1 | 93 | 92  | +1 | 1   | ausgeschieden |
| 4    | He Jiting Ren Xiangyu (Z)                           | –   | – | – | –  | –  | –  | –  | –   | –  | –   | zurückgezogen |

(Z) zurückgezogen nach zwei Spielen.
| Datum        | Paarung 1                                           | Endstand         | Paarung 2                                           | 1. Satz   | 2. Satz   | 3. Satz   |
| ------------ | --------------------------------------------------- | ---------------- | --------------------------------------------------- | --------- | --------- | --------- |
| 11. Dezember | He Jiting Ren Xiangyu                               | 1–2 (annulliert) | Aaron Chia Soh Wooi Yik                             | 21–17     | 18–21     | 15–21     |
| 11. Dezember | Fajar Alfian Muhammad Rian Ardianto                 | 2–0              | Sabar Karyaman Gutama Mohamed Reza Pahlevi Isfahani | 28–26     | 21–18     |           |
| 12. Dezember | He Jiting Ren Xiangyu                               | 0–2 (annulliert) | Sabar Karyaman Gutama Mohamed Reza Pahlevi Isfahani | 17–21     | 11–21     |           |
| 12. Dezember | Fajar Alfian Muhammad Rian Ardianto                 | 1–2              | Aaron Chia Soh Wooi Yik                             | 21–19     | 14–21     | 15–21     |
| 13. Dezember | He Jiting Ren Xiangyu                               | N/P              | Fajar Alfian Muhammad Rian Ardianto                 | Cancelled | Cancelled | Cancelled |
| 13. Dezember | Sabar Karyaman Gutama Mohamed Reza Pahlevi Isfahani | 2–0              | Aaron Chia Soh Wooi Yik                             | 21–16     | 21–16     |           |

### Endrunde
|  | Halbfinale | Halbfinale                                          | Halbfinale | Halbfinale | Halbfinale |  |  | Finale | Finale                              | Finale | Finale | Finale |
|  |            |                                                     |            |            |            |  |  |        |                                     |        |        |        |
|  |            |                                                     |            |            |            |  |  |        |                                     |        |        |        |
|  | A1         | Kim Astrup Anders Skaarup Rasmussen                 | 23         | 21         |            |  |  |        |                                     |        |        |        |
|  | B2         | Sabar Karyaman Gutama Mohamed Reza Pahlevi Isfahani | 21         | 13         |            |  |  |        |                                     |        |        |        |
|  |            |                                                     |            |            |            |  |  | A1     | Kim Astrup Anders Skaarup Rasmussen | 21     | 17     | 21     |
|  |            |                                                     |            |            |            |  |  | A2     | Goh Sze Fei Nur Izzuddin            | 17     | 21     | 11     |
|  | A2         | Goh Sze Fei Nur Izzuddin                            | 17         | 21         | 27         |  |  |        |                                     |        |        |        |
|  | B1         | Fajar Alfian Muhammad Rian Ardianto                 | 21         | 16         | 25         |  |  |        |                                     |        |        |        |
|  |            |                                                     |            |            |            |  |  |        |                                     |        |        |        |

## Damendoppel

### Setzliste
1. Liu Shengshu / Tan Ning (Halbfinale)
2. Rin Iwanaga / Kie Nakanishi (Gruppenphase)
3. Baek Ha-na / Lee So-hee (Champions)
4. Pearly Tan / Thinaah Muralitharan (Gruppenphase)

### Gruppe A
| Rank | Spielers                        | Pld | W | L | GF | GA | GD | PF  | PA  | PD  | Pts | Qualifikation |
| ---- | ------------------------------- | --- | - | - | -- | -- | -- | --- | --- | --- | --- | ------------- |
| 1    | Liu Shengshu Tan Ning           | 3   | 3 | 0 | 6  | 2  | +4 | 165 | 125 | +40 | 3   | Q             |
| 2    | Nami Matsuyama Chiharu Shida    | 3   | 2 | 1 | 4  | 3  | +1 | 118 | 128 | −10 | 2   | Q             |
| 3    | Treesa Jolly Gayathri Gopichand | 3   | 1 | 2 | 3  | 4  | −1 | 128 | 143 | −15 | 1   | ausgeschieden |
| 4    | Pearly Tan Thinaah Muralitharan | 3   | 0 | 3 | 2  | 6  | −4 | 142 | 157 | −15 | 0   | ausgeschieden |

| Datum        | Paarung 1                       | Endstand | Paarung 2                       | 1. Satz | 2. Satz | 3. Satz |
| ------------ | ------------------------------- | -------- | ------------------------------- | ------- | ------- | ------- |
| 11. Dezember | Liu Shengshu Tan Ning           | 2–1      | Treesa Jolly Gayathri Gopichand | 20–22   | 22–20   | 21–14   |
| 11. Dezember | Pearly Tan Thinaah Muralitharan | 1–2      | Nami Matsuyama Chiharu Shida    | 21–13   | 17–21   | 18–21   |
| 12. Dezember | Liu Shengshu Tan Ning           | 2–0      | Nami Matsuyama Chiharu Shida    | 21–7    | 21–14   |         |
| 12. Dezember | Pearly Tan Thinaah Muralitharan | 0–2      | Treesa Jolly Gayathri Gopichand | 19–21   | 19–21   |         |
| 13. Dezember | Liu Shengshu Tan Ning           | 2–1      | Pearly Tan Thinaah Muralitharan | 21–9    | 18–21   | 21–18   |
| 13. Dezember | Nami Matsuyama Chiharu Shida    | 2–0      | Treesa Jolly Gayathri Gopichand | 21–17   | 21–13   |         |

### Gruppe B
| Rank | Spielers                                       | Pld | W | L | GF | GA | GD | PF  | PA  | PD  | Pts | Qualifikation |
| ---- | ---------------------------------------------- | --- | - | - | -- | -- | -- | --- | --- | --- | --- | ------------- |
| 1    | Chen Qingchen Jia Yifan                        | 3   | 3 | 0 | 6  | 0  | +6 | 126 | 93  | +33 | 3   | Q             |
| 2    | Baek Ha-na Lee So-hee                          | 3   | 2 | 1 | 4  | 2  | +2 | 116 | 86  | +30 | 2   | Q             |
| 3    | Febriana Dwipuji Kusuma Amallia Cahaya Pratiwi | 3   | 1 | 2 | 2  | 4  | −2 | 98  | 111 | −13 | 1   | ausgeschieden |
| 4    | Rin Iwanaga Kie Nakanishi                      | 3   | 0 | 3 | 0  | 6  | −6 | 76  | 126 | −50 | 0   | ausgeschieden |

| Datum        | Paarung 1                                      | Endstand | Paarung 2                                      | 1. Satz | 2. Satz | 3. Satz |
| ------------ | ---------------------------------------------- | -------- | ---------------------------------------------- | ------- | ------- | ------- |
| 11. Dezember | Baek Ha-na Lee So-hee                          | 2–0      | Febriana Dwipuji Kusuma Amallia Cahaya Pratiwi | 21–6    | 21–17   |         |
| 11. Dezember | Rin Iwanaga Kie Nakanishi                      | 0–2      | Chen Qingchen Jia Yifan                        | 11–21   | 17–21   |         |
| 12. Dezember | Baek Ha-na Lee So-hee                          | 0–2      | Chen Qingchen Jia Yifan                        | 16–21   | 16–21   |         |
| 12. Dezember | Rin Iwanaga Kie Nakanishi                      | 0–2      | Febriana Dwipuji Kusuma Amallia Cahaya Pratiwi | 15–21   | 12–21   |         |
| 13. Dezember | Febriana Dwipuji Kusuma Amallia Cahaya Pratiwi | 0–2      | Chen Qingchen Jia Yifan                        | 14–21   | 19–21   |         |
| 13. Dezember | Rin Iwanaga Kie Nakanishi                      | 0–2      | Baek Ha-na Lee So-hee                          | 15–21   | 6–21    |         |

### Endrunde
|  | Halbfinale | Halbfinale                   | Halbfinale | Halbfinale | Halbfinale |  |  | Finale | Finale                       | Finale | Finale | Finale |
|  |            |                              |            |            |            |  |  |        |                              |        |        |        |
|  |            |                              |            |            |            |  |  |        |                              |        |        |        |
|  | A1         | Liu Shengshu Tan Ning        | 14         | 20         |            |  |  |        |                              |        |        |        |
|  | B2         | Baek Ha-na Lee So-hee        | 21         | 22         |            |  |  |        |                              |        |        |        |
|  |            |                              |            |            |            |  |  | B2     | Baek Ha-na Lee So-hee        | 21     | 21     |        |
|  |            |                              |            |            |            |  |  | A2     | Nami Matsuyama Chiharu Shida | 19     | 14     |        |
|  | A2         | Nami Matsuyama Chiharu Shida | 23         | 21         |            |  |  |        |                              |        |        |        |
|  | B1         | Chen Qingchen Jia Yifan      | 21         | 13         |            |  |  |        |                              |        |        |        |
|  |            |                              |            |            |            |  |  |        |                              |        |        |        |

## Mixed

### Setzliste
1. Jiang Zhenbang / Wei Yaxin (Halbfinale)
2. Goh Soon Huat / Shevon Jemie Lai (Halbfinale)
3. Chen Tang Jie / Toh Ee Wei (Finale)
4. Tang Chun Man / Tse Ying Suet (Gruppenphase)

### Gruppe A
| Rank | Spielers                    | Pld | W | L | GF | GA | GD | PF  | PA  | PD  | Pts | Qualifikation |
| ---- | --------------------------- | --- | - | - | -- | -- | -- | --- | --- | --- | --- | ------------- |
| 1    | Jiang Zhenbang Wei Yaxin    | 3   | 3 | 0 | 6  | 1  | +5 | 146 | 125 | +21 | 3   | Q             |
| 2    | Zheng Siwei Huang Yaqiong   | 3   | 2 | 1 | 4  | 3  | +1 | 135 | 131 | +4  | 2   | Q             |
| 3    | Tang Chun Man Tse Ying Suet | 3   | 1 | 2 | 4  | 4  | 0  | 146 | 149 | −3  | 1   | ausgeschieden |
| 4    | Yang Po-hsuan Hu Ling-fang  | 3   | 0 | 3 | 0  | 6  | −6 | 104 | 126 | −22 | 0   | ausgeschieden |

| Datum        | Paarung 1                   | Endstand | Paarung 2                   | 1. Satz | 2. Satz | 3. Satz |
| ------------ | --------------------------- | -------- | --------------------------- | ------- | ------- | ------- |
| 11. Dezember | Tang Chun Man Tse Ying Suet | 2–0      | Yang Po-hsuan Hu Ling-fang  | 21–15   | 21–17   |         |
| 11. Dezember | Jiang Zhenbang Wei Yaxin    | 2–0      | Zheng Siwei Huang Yaqiong   | 21–17   | 22–20   |         |
| 12. Dezember | Jiang Zhenbang Wei Yaxin    | 2–0      | Yang Po-hsuan Hu Ling-fang  | 21–17   | 21–19   |         |
| 12. Dezember | Tang Chun Man Tse Ying Suet | 1–2      | Zheng Siwei Huang Yaqiong   | 21–14   | 13–21   | 18–21   |
| 13. Dezember | Yang Po-hsuan Hu Ling-fang  | 0–2      | Zheng Siwei Huang Yaqiong   | 19–21   | 17–21   |         |
| 13. Dezember | Jiang Zhenbang Wei Yaxin    | 2–1      | Tang Chun Man Tse Ying Suet | 21–16   | 19–21   | 21–15   |

### Gruppe B
| Rank | Spielers                                    | Pld | W | L | GF | GA | GD | PF  | PA  | PD  | Pts | Qualifikation |
| ---- | ------------------------------------------- | --- | - | - | -- | -- | -- | --- | --- | --- | --- | ------------- |
| 1    | Chen Tang Jie Toh Ee Wei                    | 3   | 3 | 0 | 6  | 1  | +5 | 140 | 115 | +25 | 3   | Q             |
| 2    | Goh Soon Huat Shevon Jemie Lai              | 3   | 2 | 1 | 5  | 3  | +2 | 146 | 134 | +12 | 2   | Q             |
| 3    | Dejan Ferdinansyah Gloria Emanuelle Widjaja | 3   | 1 | 2 | 3  | 5  | −2 | 145 | 154 | −9  | 1   | ausgeschieden |
| 4    | Hiroki Midorikawa Natsu Saito               | 3   | 0 | 3 | 1  | 6  | −5 | 116 | 144 | −28 | 0   | ausgeschieden |

| Datum        | Paarung 1                                   | Endstand | Paarung 2                                   | 1. Satz | 2. Satz | 3. Satz |
| ------------ | ------------------------------------------- | -------- | ------------------------------------------- | ------- | ------- | ------- |
| 11. Dezember | Dejan Ferdinansyah Gloria Emanuelle Widjaja | 2–1      | Hiroki Midorikawa Natsu Saito               | 23–21   | 16–21   | 21–11   |
| 11. Dezember | Goh Soon Huat Shevon Jemie Lai              | 1–2      | Chen Tang Jie Toh Ee Wei                    | 21–14   | 10–21   | 14–21   |
| 12. Dezember | Chen Tang Jie Toh Ee Wei                    | 2–0      | Dejan Ferdinansyah Gloria Emanuelle Widjaja | 21–17   | 21–18   |         |
| 12. Dezember | Goh Soon Huat Shevon Jemie Lai              | 2–0      | Hiroki Midorikawa Natsu Saito               | 21–14   | 21–14   |         |
| 13. Dezember | Goh Soon Huat Shevon Jemie Lai              | 2–1      | Dejan Ferdinansyah Gloria Emanuelle Widjaja | 17–21   | 21–15   | 21–14   |
| 13. Dezember | Chen Tang Jie Toh Ee Wei                    | 2–0      | Hiroki Midorikawa Natsu Saito               | 21–17   | 21–18   |         |

### Endrunde
|  | Halbfinale | Halbfinale                     | Halbfinale | Halbfinale | Halbfinale |  |  | Finale | Finale                    | Finale | Finale | Finale |
|  |            |                                |            |            |            |  |  |        |                           |        |        |        |
|  |            |                                |            |            |            |  |  |        |                           |        |        |        |
|  | A1         | Jiang Zhenbang Wei Yaxin       | 11         | 18         |            |  |  |        |                           |        |        |        |
|  | A2         | Zheng Siwei Huang Yaqiong      | 21         | 21         |            |  |  |        |                           |        |        |        |
|  |            |                                |            |            |            |  |  | A2     | Zheng Siwei Huang Yaqiong | 21     | 14     | 21     |
|  |            |                                |            |            |            |  |  | B1     | Chen Tang Jie Toh Ee Wei  | 18     | 21     | 17     |
|  | B2         | Goh Soon Huat Shevon Jemie Lai | 15         | 12         |            |  |  |        |                           |        |        |        |
|  | B1         | Chen Tang Jie Toh Ee Wei       | 21         | 21         |            |  |  |        |                           |        |        |        |
|  |            |                                |            |            |            |  |  |        |                           |        |        |        |